# Ke Zhao
Dans ce nom chinois, le nom de famille, Ke, précède le nom personnel.
Ke Zhao ou Chao Ko (chinois : 柯召 ; pinyin : Kē Zhào ; Wade : K'o Chao, le 12 avril 1910 – 8 novembre 2002) est un mathématicien chinois.

## Biographie
Ke Zhao est né à Wenling, Taizhou, dans le Zhejiang en République populaire de Chine.
Ke est diplômé de l'Université Tsinghua en 1933 et a obtenu son doctorat à l'Université Victoria de Manchester , sous la supervision de Louis Mordell en 1937
Ses principaux champs d'étude sont l'algèbre, la théorie des nombres et la combinatoire. Parmi ses contributions majeures figurent son travail sur les formes quadratiques, le théorème d'Erdős-Ko-Rado et son théorème sur la conjecture de Catalan. Plus tard, il est professeur à l'Université du Sichuan. 

## Prix et distinctions
Il est devenu le président de l'université du Sichuan et de la Société mathématique chinoise.
Il est membre de l'Académie chinoise des sciences.